# Турбовский каолиновый завод
Турбовский каолиновый завод — предприятие в посёлке городского типа Турбов Липовецкого района Винницкой области Украины.

## История

### 1912 - 1914
Небольшое предприятие по добыче каолина в селе Турбов Бердического уезда Киевской губернии Российской империи основал в 1912 году предприниматель Горнштейн. Условия работы здесь были тяжёлыми - применялся только ручной труд, продолжительность рабочего дня составляла 12 часов. После начала первой мировой войны в 1914 году предприятие было закрыто, его карьеры залило водой.

### 1926 - 1991
В 1926 - 1927 гг. на базе старого предприятия по добыче каолина (которое не работало с времён первой мировой войны) был построен Турбовский каолиновый завод. В первый год работы он произвёл 5 тыс. тонн кускового каолина. В дальнейшем, в ходе индустриализации 1930-х годов завод получил новое оборудование, его мощность была увеличена и к концу 1937 года достигла почти 38 тыс. тонн каолина в год.
Предприятие принимало активное участие в стахановском движении - до конца 1936 года стахановцами стали 140 работников завода, а в 1937 - 1938 гг. на стахановские методы работы перешли две смены рабочих. Кроме того, в это время при Турбовском каолиновом заводе были открыты курсы подготовки рабочей молодёжи для поступления в высшие учебные заведения.
В ходе Великой Отечественной войны 20 июля 1941 года Турбов оккупировали немецко-румынские войска. 14 марта 1944 года советские войска освободили селение.
При отступлении гитлеровцы вывели из строя предприятие, но в 1945 - 1947 гг. в соответствии с четвёртым пятилетним планом восстановления и развития народного хозяйства СССР завод был восстановлен и возобновил работу. В это же время при заводе была построена заводская столовая (кроме того, на средства предприятия с 1945 до 1970 гг. были построены девять двухэтажных жилых домов для работников завода). 
В начале 1950-х годов началось техническое перевооружение завода, что увеличило объемы производства; в 1958 году завод произвёл 43,5 тыс. тонн каолина. В это же время предприятие освоило выпуск более качественной продукции - активированного каолина-порошка, который использовался для производства резиновых изделий, кожевенных изделий, строительного картона и антисептических препаратов.
Восьмой пятилетний план развития народного хозяйства СССР (1966 - 1970) завод завершил досрочно, в июле 1970 года.
В целом, в советское время каолиновый завод входил в число ведущих предприятий посёлка, на его балансе находились объекты социальной инфраструктуры.

### После 1991
В мае 1995 года Кабинет министров Украины утвердил решение о приватизации завода. В дальнейшем, государственное предприятие было преобразовано в открытое акционерное общество.
В августе 1997 года завод был включён в перечень предприятий, имеющих стратегическое значение для экономики и безопасности Украины.
Начавшийся в 2008 году экономический кризис осложнил положение предприятия, в августе 2008 года хозяйственный суд Винницкой области возбудил дело о банкротстве завода, в конце января 2009 года - по инициативе комитета кредиторов дал старт его санации. 9 февраля 2009 комитет кредиторов одобрил проект плана санации завода, предусматривавший смену владельца контрольного пакета его акций, на следующий день этот документ был утвержден судом. После смены собственника предприятия задолженность завода в размере 2,29 млн. гривен была погашена и в июле 2009 года хозяйственный суд Винницкой области прекратил процедуру санации ОАО «Турбовский каолиновый завод» и закрыл дело о его банкротстве.

## Деятельность
Предприятие осуществляет добычу каолина из каолинового карьера и производит обогащённый каолин марки ККжТ. 